# Hoofdklasse hockey dames 1996/97
Het seizoen 1996/97 is de 16de editie van de dameshoofdklasse waarin onder de KNHB-vlag om het landskampioenschap hockey werd gestreden. Na de reguliere competitie en de play offs werd een nationaal kampioen bekend.
In het voorgaande seizoen degradeerden Groningen en Zwolle. Voor hen kwamen Oranje Zwart en Hurley in de plaats.
HGC won de landstitel. In de finale van de play-offs versloeg HGC Amsterdam door tweemaal 1-1 te spelen en na verlenging ook beide keren de strafballen beter te nemen. 
Dit is het eerste seizoen dat de hoofdklasse gekoppeld werd aan de Rabobank tot de Rabobank-Competitie. Ook verdween met ingang van dit seizoen de buitenspelregel uit het hockey.

## Eindstand
Na 22 speelronden was de eindstand:
| #  | Club         | GS | W  | G | V  | P  | DV      | DT      | DS  |
| -- | ------------ | -- | -- | - | -- | -- | ------- | ------- | --- |
| 1  | Amsterdam    | 22 | 16 | 2 | 4  | 34 | 59 - 23 | 59 - 23 | +36 |
| 2  | Kampong      | 22 | 15 | 4 | 3  | 34 | 50 - 19 | 50 - 19 | +31 |
| 3  | HGC          | 22 | 13 | 5 | 4  | 31 | 55 - 17 | 55 - 17 | +38 |
| 4  | Laren        | 22 | 12 | 7 | 3  | 31 | 44 - 24 | 44 - 24 | +20 |
| 5  | Den Bosch    | 22 | 11 | 3 | 8  | 25 | 44 - 23 | 44 - 23 | +21 |
| 6  | Rotterdam    | 22 | 8  | 7 | 7  | 23 | 36 - 30 | 36 - 30 | +6  |
| 7  | MOP          | 22 | 9  | 3 | 10 | 21 | 33 - 32 | 33 - 32 | +1  |
| 8  | HDM          | 22 | 6  | 5 | 11 | 17 | 23 - 34 | 23 - 34 | -11 |
| 9  | Bloemendaal  | 22 | 5  | 5 | 12 | 15 | 24 - 57 | 24 - 57 | -33 |
| 10 | Hurley       | 22 | 4  | 6 | 12 | 14 | 19 - 43 | 19 - 43 | -24 |
| 11 | Oranje Zwart | 22 | 4  | 2 | 16 | 10 | 21 - 54 | 21 - 54 | -33 |
| 12 | Alecto       | 22 | 4  | 1 | 17 | 9  | 15 - 67 | 15 - 67 | -52 |

### Legenda
| Afk.         | Betekenis                                                                     |
| ------------ | ----------------------------------------------------------------------------- |
| GS           | aantal gespeelde wedstrijden                                                  |
| W            | aantal gewonnen wedstrijden                                                   |
| G            | aantal gelijk gespeelde wedstrijden                                           |
| V            | aantal verloren wedstrijden                                                   |
| P            | totaal aantal punten                                                          |
| DV           | aantal gemaakte doelpunten                                                    |
| DT           | aantal doelpunten tegen                                                       |
| DS           | doelsaldo                                                                     |
| HGC          | Landskampioen HGC plaatst zich voor de Europacup I 1998                       |
| Amsterdam    | Verliezend play off-finalist Amsterdam plaatst zich voor de Europacup II 1998 |
| Kampong      | Kampong en Laren hebben zich alleen weten te plaatsen voor de play offs       |
| Oranje Zwart | Oranje Zwart en Alecto zijn rechtstreeks gedegradeerd                         |

## Topscorers
| #  | Speler               | Club      | Goals |
| -- | -------------------- | --------- | ----- |
| 1. | Suzan van der Wielen | HGC       | 20    |
| 1. | Mieketine Wouters    | Amsterdam | 20    |
| 3. | Ageeth Boomgaardt    | MOP       | 13    |
| 3. | Mijntje Donners      | Den Bosch | 13    |
| 3. | Jeannette Lewin      | Kampong   | 13    |
| 3. | Carole Thate         | Amsterdam | 13    |
| 7. | Jolein Abbas         | Laren     | 12    |
| 7. | Fleur van der Kieft  | Laren     | 12    |
| 7. | Karlijn Petri        | Rotterdam | 12    |

## Play offs landskampioenschap
Halve finales 1/4
| Team          | Score         | Team          |
| ------------- | ------------- | ------------- |
| (4) Laren     | 2-2 (1-2) wns | Amsterdam (1) |
| (1) Amsterdam | 0-2 (0-1)     | Laren (4)     |
| (1) Amsterdam | 4-0 (3-0)     | Laren (4)     |

Halve finales 2/3
| Team        | Score     | Team        |
| ----------- | --------- | ----------- |
| (3) HGC     | 2-1 (1-0) | Kampong (2) |
| (2) Kampong | 3-0 (1-0) | HGC (3)     |
| (2) Kampong | 1-5 (1-3) | HGC (3)     |

Finales dames
| 8 mei 1997 |           |                                                  |                                                        |
| HGC        | 0-2 (0-0) | Amsterdam                                        | Scheidsrechters: Yolanda van der Gronden Yolande Brada |
|            |           | Frederiek Grijpma (sc) 0-1 Carole Thate (sb) 0-2 | Scheidsrechters: Yolanda van der Gronden Yolande Brada |

| 10 mei 1997 |           | |                                                |
| Amsterdam | 1-1 (1-0) | HGC | Scheidsrechters: Edna Rutten Miriam van Gemert |
| Frederiek Grijpma 1-0 Strafballenserie Carole Thate 1-1 Frederiek Grijpma 2-2 Mieketine Wouters mist Anna Lawrence mist |           | Ingrid Deenen 1-1 Strafballenserie Suzan van der Wielen 0-1 Ingrid Deenen 1-2 Suzanne Plesman 2-3 Ingeborg Evenblij 2-4 | Scheidsrechters: Edna Rutten Miriam van Gemert |

| 11 mei 1997 |           | |                                                |
| Amsterdam | 1-1 (1-1) | HGC | Scheidsrechters: Edna Rutten Miriam van Gemert |
| Frederiek Grijpma (sc) 1-1 Strafballenserie Carole Thate mist Judith Frankenhuis mist Frederiek Grijpma 1-2 Anna Lawrence mist |           | Ingeborg Evenblij (sc) 0-1 Strafballenserie Suzan van der Wielen mist Ingrid Deenen 0-1 Suzanne Plesman 0-2 Ellis Verbakel 1-3 | Scheidsrechters: Edna Rutten Miriam van Gemert |

Nederlands landskampioenschap

1921/22 ·
1922/23 ·
1923/24 ·
1924/25 ·
1925/26 ·
1926/27 ·
1927/28 ·
1928/29 ·
1929/30 ·
1930/31 ·
1931/32 ·
1932/33 ·
1933/34 ·
1934/35 ·
1935/36 ·
1936/37 ·
1937/38 ·
1938/39 ·
1939/40 ·
1940/41 ·
1941/42 ·
1942/43 ·
1943/44 ·
1944/45 ·
1945/46 ·
1946/47 ·
1947/48 ·
1948/49 ·
1949/50 ·
1950/51 ·
1951/52 ·
1952/53 ·
1953/54 ·
1954/55 ·
1955/56 ·
1956/57 ·
1957/58 ·
1958/59 ·
1959/60 ·
1960/61 ·
1961/62 ·
1962/63 ·
1963/64 ·
1964/65 ·
1965/66 ·
1966/67 ·
1967/68 ·
1968/69 ·
1969/70 ·
1970/71 ·
1971/72 ·
1972/73 ·
1973/74 ·
1974/75 ·
1975/76 ·
1976/77 ·
1977/78 ·
1978/79 ·
1979/80 ·
1980/81
Hoofdklasse dames

1981/82 · 
1982/83 · 
1983/84 · 
1984/85 · 
1985/86 · 
1986/87 · 
1987/88 · 
1988/89 · 
1989/90 · 
1990/91 · 
1991/92 · 
1992/93 · 
1993/94 · 
1994/95 · 
1995/96 · 
1996/97 · 
1997/98 · 
1998/99 · 
1999/00 · 
2000/01 · 
2001/02 · 
2002/03 · 
2003/04 · 
2004/05 · 
2005/06 · 
2006/07 · 
2007/08 · 
2008/09 · 
2009/10 · 
2010/11 · 
2011/12 · 
2012/13 ·
2013/14 ·
2014/15 ·
2015/16 ·
2016/17 ·
2017/18 ·
2018/19 ·
2019/20 ·
2020/21 ·
2021/22 ·
2022/23 ·
2023/24 ·
2024/25 ·
Nederlandse competities: Hoofdklasse (zaal) · Promotieklasse · Overgangsklasse · Eerste klasse · Tweede klasse · Derde klasse · Vierde klasse · Gold Cup · Silver Cup

Nederlands kampioenschap: Lijst van Nederlandse landskampioenen hockey · Lijst van Nederlandse landskampioenen zaalhockey

Europese competities: Euro Hockey League · Europacup I · Europa Cup II · Europacup zaalhockey